# 吉田絵馬屋

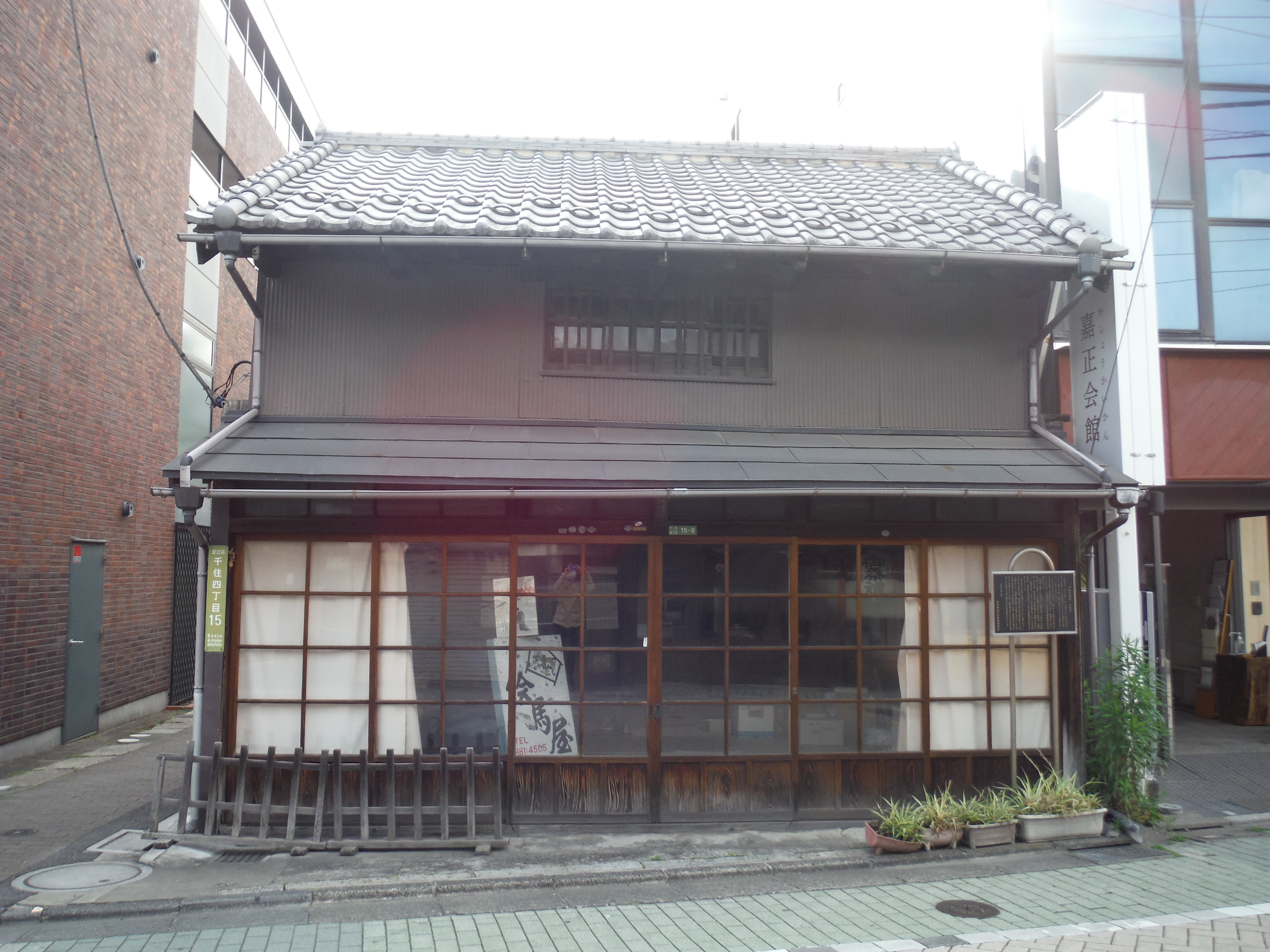
吉田絵馬屋 外観

吉田絵馬屋（よしだえまや）は東京都足立区千住四丁目、旧日光街道沿いにある、江戸時代中期から続く手書きの絵馬と地口行燈を製作販売する商店である。

## 歴史・絵馬
季節に合わせた提灯、羽子板、飾りものなどを販売する際物問屋として江戸中期に創業した。絵馬師として代々「東斎」を名乗っている。
寛永寺の御用絵師である野々宮東斎犬山の養子が銀座で「貝屋」という絵馬屋を営んでおり、吉田絵馬屋はその分れだと伝わる。

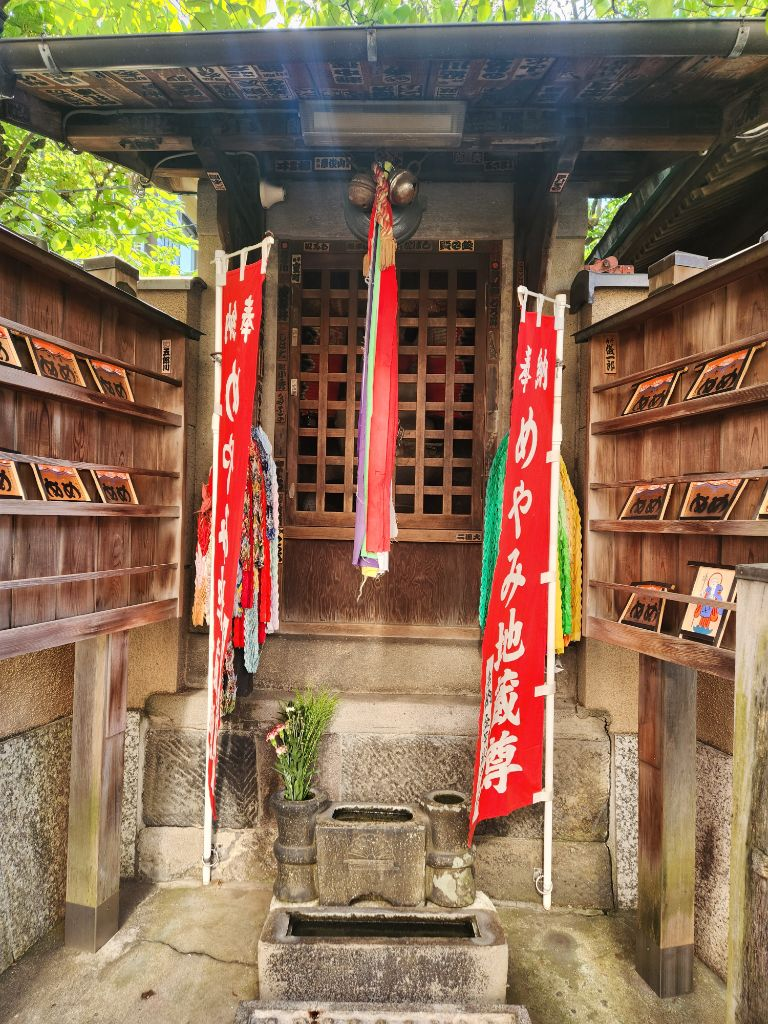
長円寺山門横にある「目病み地蔵」

吉田絵馬屋は新義真言宗の寺院「長円寺」の参道入り口に位置しており、長円寺山門横にある「目病み地蔵」に奉納する絵馬「向かい目」を代々作り続けている。「向かい目」は「め」の字を鏡文字や向かい合わせに描く図像で、眼病平癒の願をかけるためのものであった。
吉田絵馬屋の家伝的な作風の絵馬は「千住絵馬」とも呼ばれ、付木で作ったことから付木（附木）絵馬と呼ばれ、経木に胡粉を塗った上に泥絵の具で彩色することから「経木絵馬」とも呼ばれた。
大正時代のものとして、北三谷稲荷神社、日光古峰ヶ原（こぶがはら）参詣絵馬には吉田東斎の印が残っている。
昭和15年に出版された『小絵馬と俗信 続』には「吉田東斎作絵馬頒布会」の広告が残っている。
弊会は首都千住に於ける父子数代の絵馬作者として唯一の誇りを有す吉田翁に依頼し吉田家の古き作品にして既に煙滅せる古絵馬十枚を厳選し、これを特製紙に描き、趣味人の書架を飾ることにしたれば、この芳醇な絵馬芸術の醍醐味を満喫されんことを切望す—『小絵馬と俗信 続』, 北条時宗 著, 106頁, 旅の趣味会, 1940.
また同年に出版された『全国郷土玩具目録』には以下の広告が残っている。
吉田東斎作肉筆絵馬集 美濃判十枚。袋入。定価金五十円五十銭（送料六銭）—高橋一作 著『全国郷土玩具目録』,旅の趣味会,1940.

### 絵馬ギャラリー

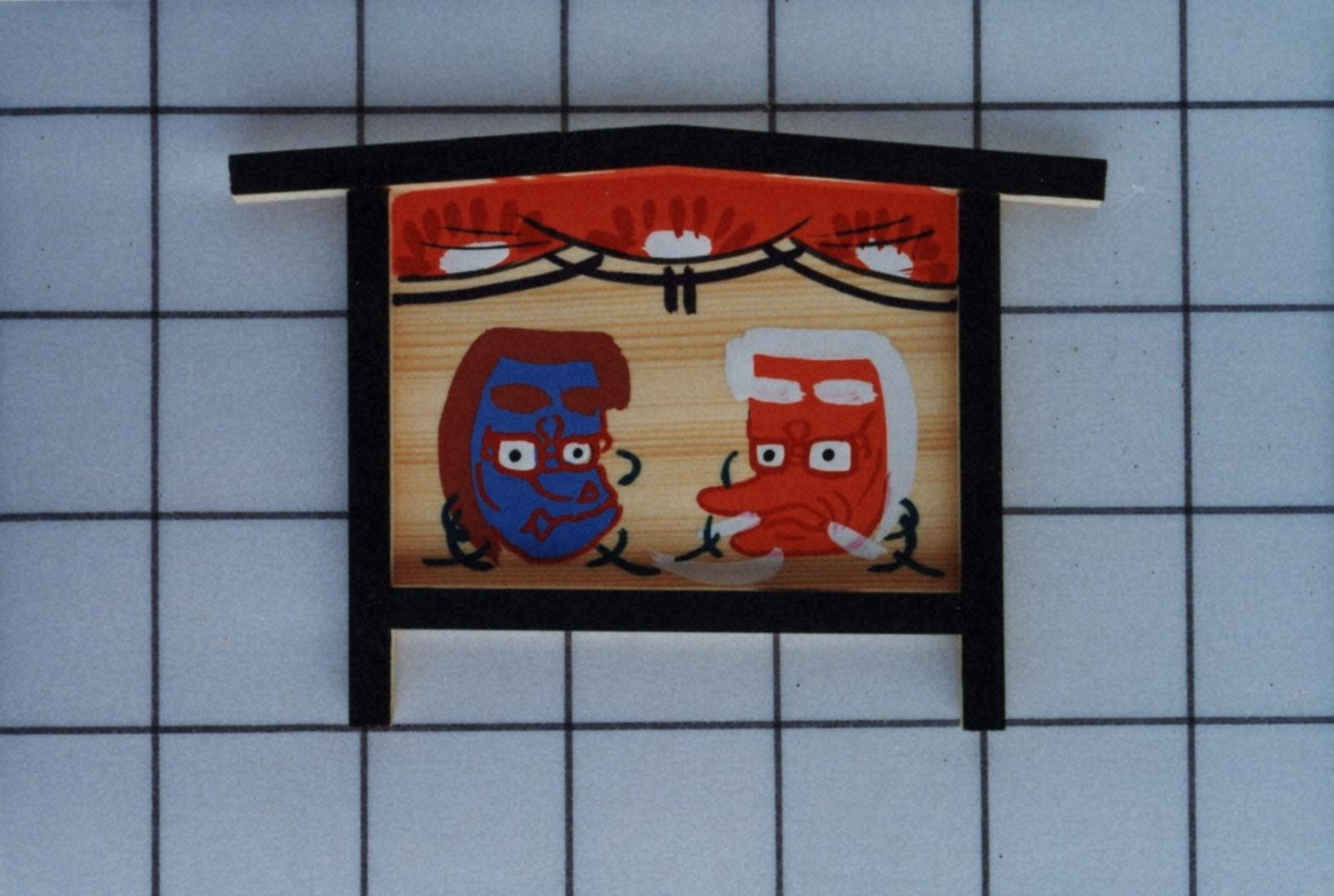
小絵馬（向かい天狗）
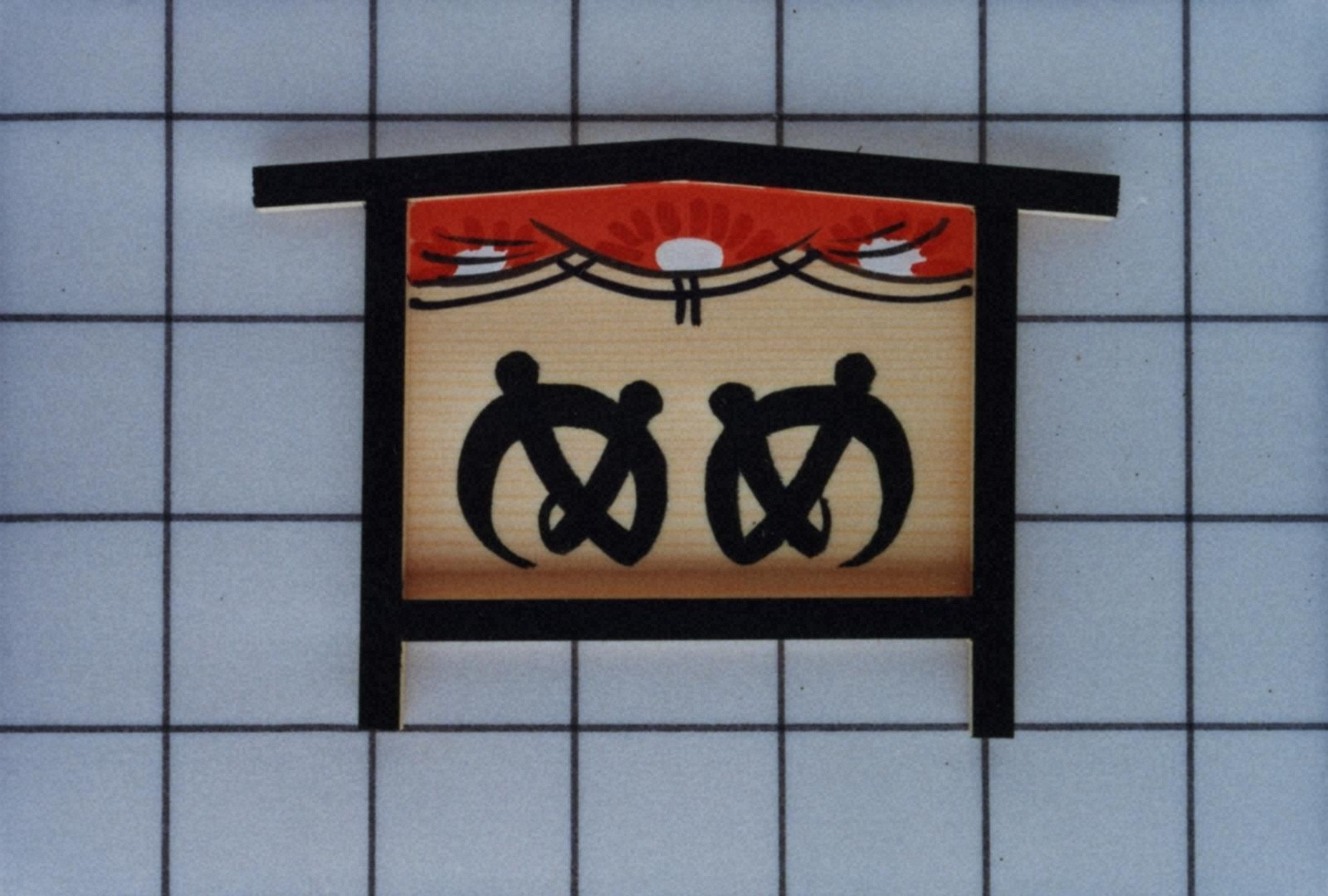
小絵馬（向かい目）
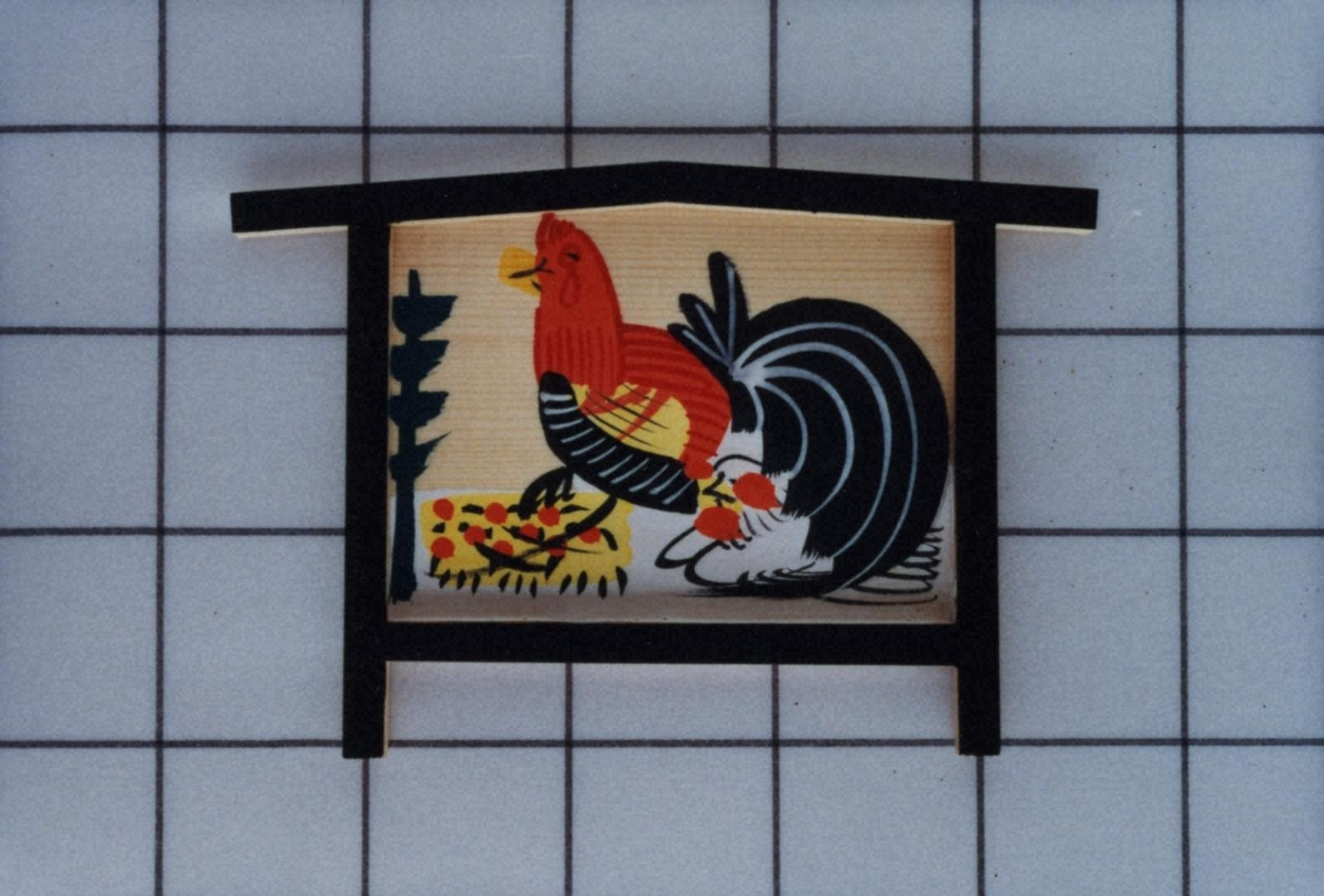
小絵馬（鶏）
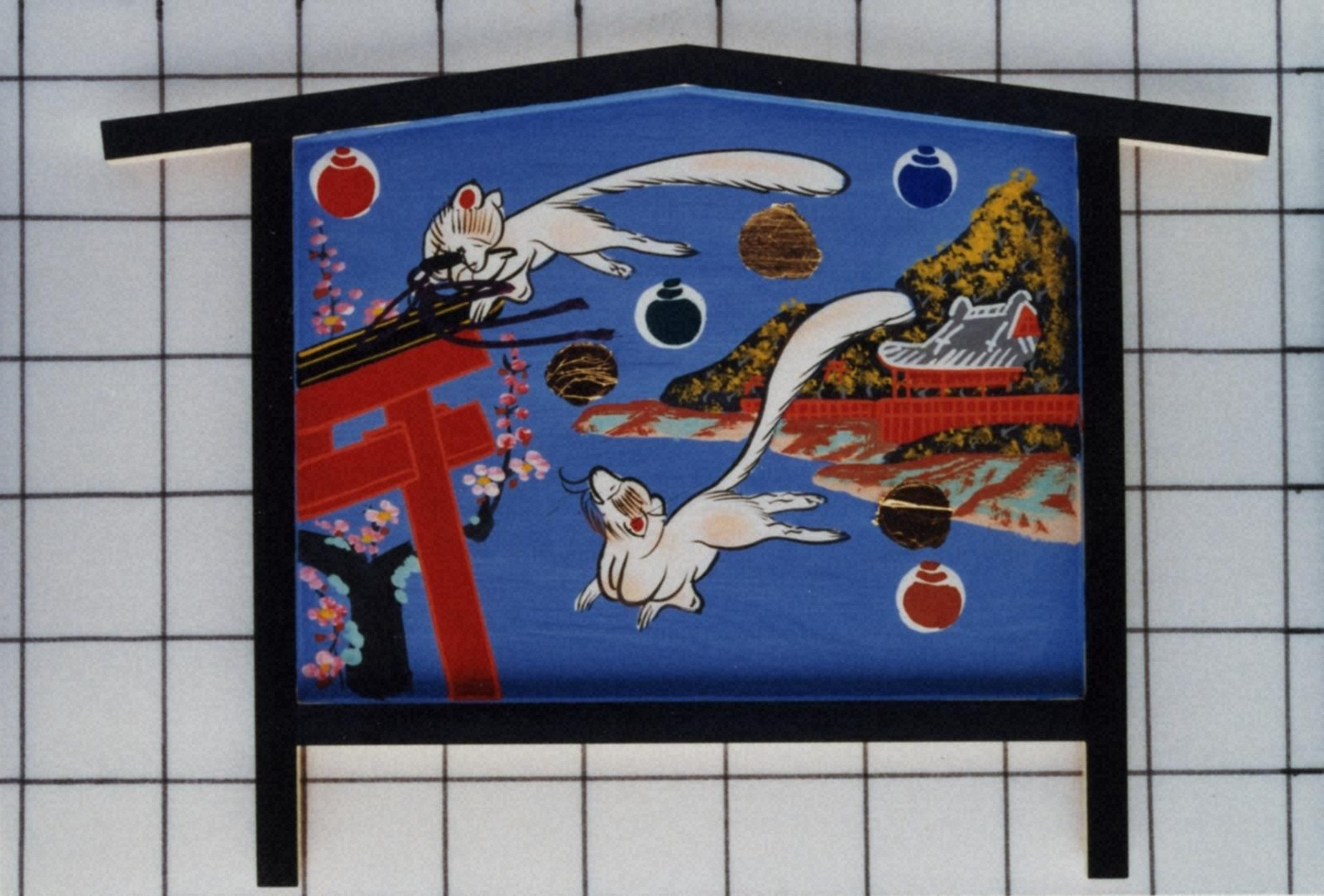
小絵馬（飛び狐）

## 地口行灯
絵馬のほか、江戸の中期から後期にかけ流行した稲荷神社の祭礼の際に神社に奉納したり、家々の軒下に飾る地口行灯（じぐちあんどん）も作成・販売している。
地口とは、駄洒落の一種である言葉遊びであり、ことわざ・有名な芝居のセリフ・格言などを似た音の言葉に置き換えたもの。地口行灯とは、地口に合わせた滑稽な画を描いて行灯にして、祭礼のときに氏子の家の門口や神社の参道に飾ったものである。
吉田絵馬屋の製作する約160種の地口にも34点ほど含まれており、「あん汁より瓜が安い（案ずるより産むが易い）」、「子犬太刀のぼり（鯉の滝登り）」、「臼から出た男（嘘から出た真）」などがある。
歴史上活躍した人物や事柄を地口化したものあり、「一合にけんちん（越後の謙信）」、「小狐半じょうとび（義経八艘飛び）」、「そまのきょうだい（曽我の兄弟）」などがある。

### 祭りの中の地口行灯
祭礼に絵行灯や俳画、連歌などの行灯を飾る事例は見られるが、二色の波線などを書くという形式を備えた地口行灯を飾る祭礼を行っているのは東京都内およびその周辺地域に限られている。地口行灯を祭りに飾る意味は、面白い絵や言葉を描いた華やかな行灯の明かりによる祭りの演出であると同時に、祭礼時に飾られた行灯の元句当てやそのひねりを楽しむことである。初牛祭礼の地口行灯を眺めている人々の様子については、明治期に出版された風俗画報などの挿絵にも描かれ、当時の地口行灯の楽しみ方がうかがわれる。
2022年、コロナ禍で数年間中止になっていた祭りの際の地口行灯の設置を再開し、約100基が板垣通りに飾られた。

### 地口行灯ギャラリー

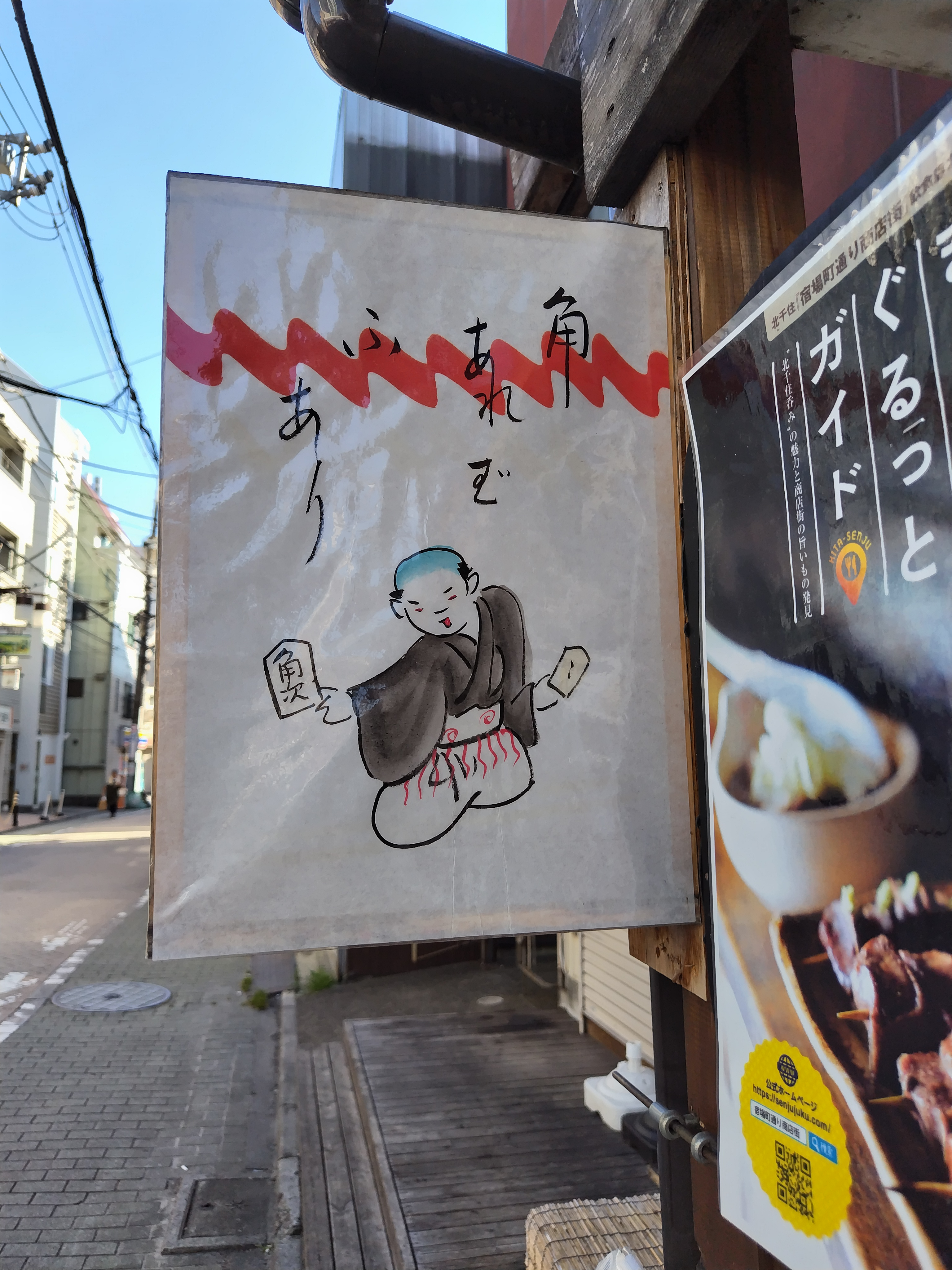
角あれば歩あり（楽あれば苦あり）
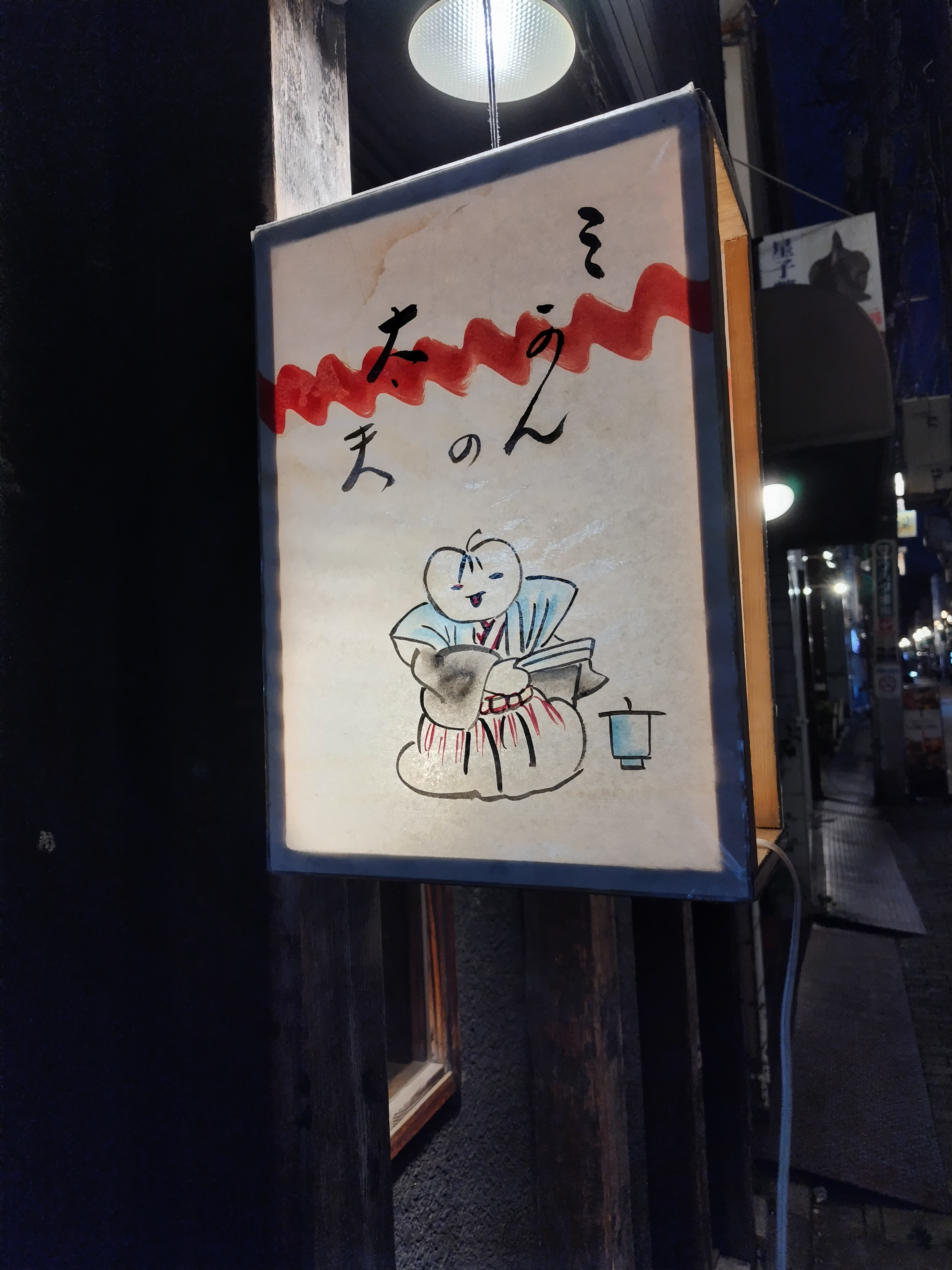
みかんの太夫（無官の大夫）
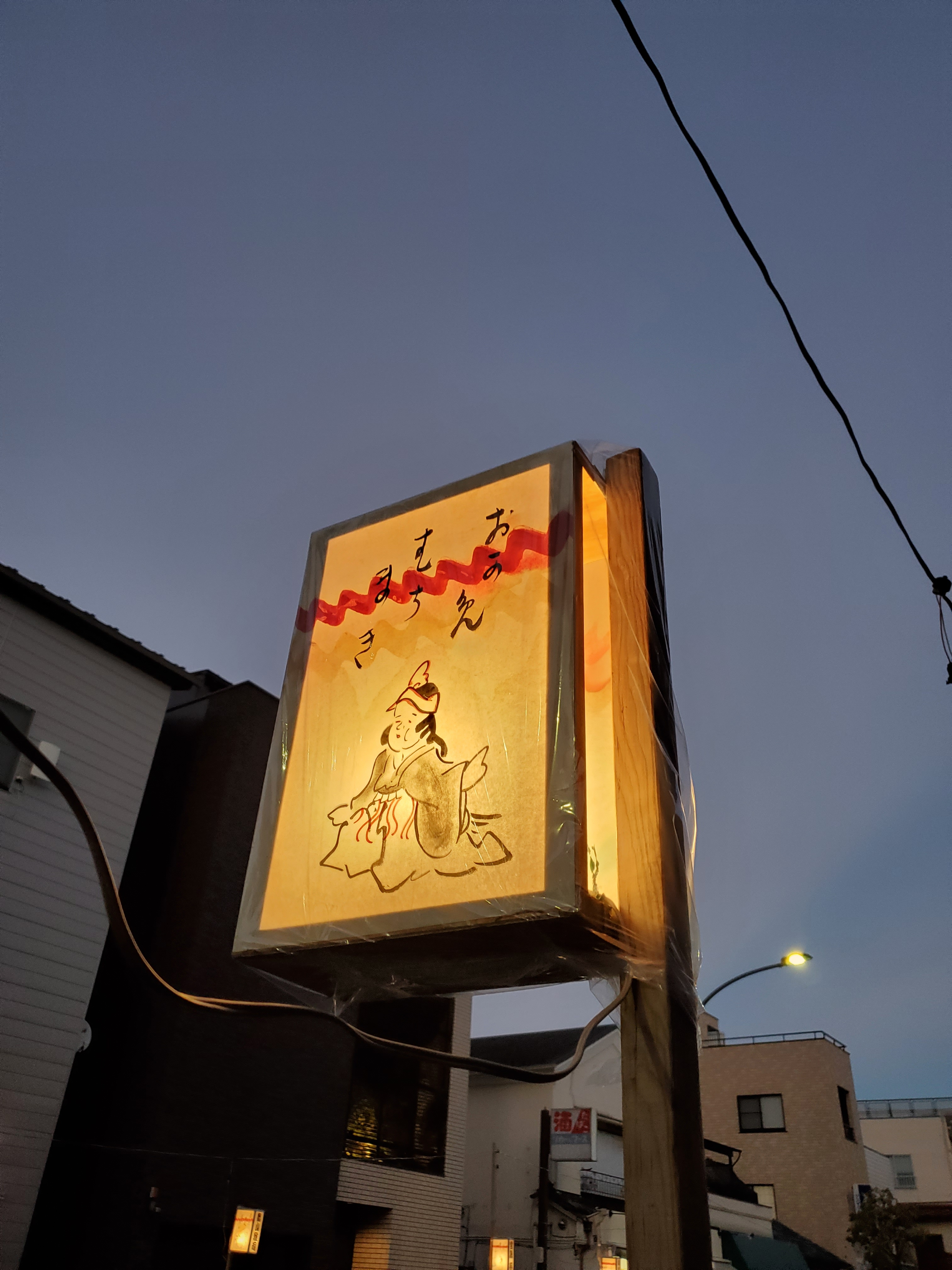
おかめ鉢巻き（岡目八目）
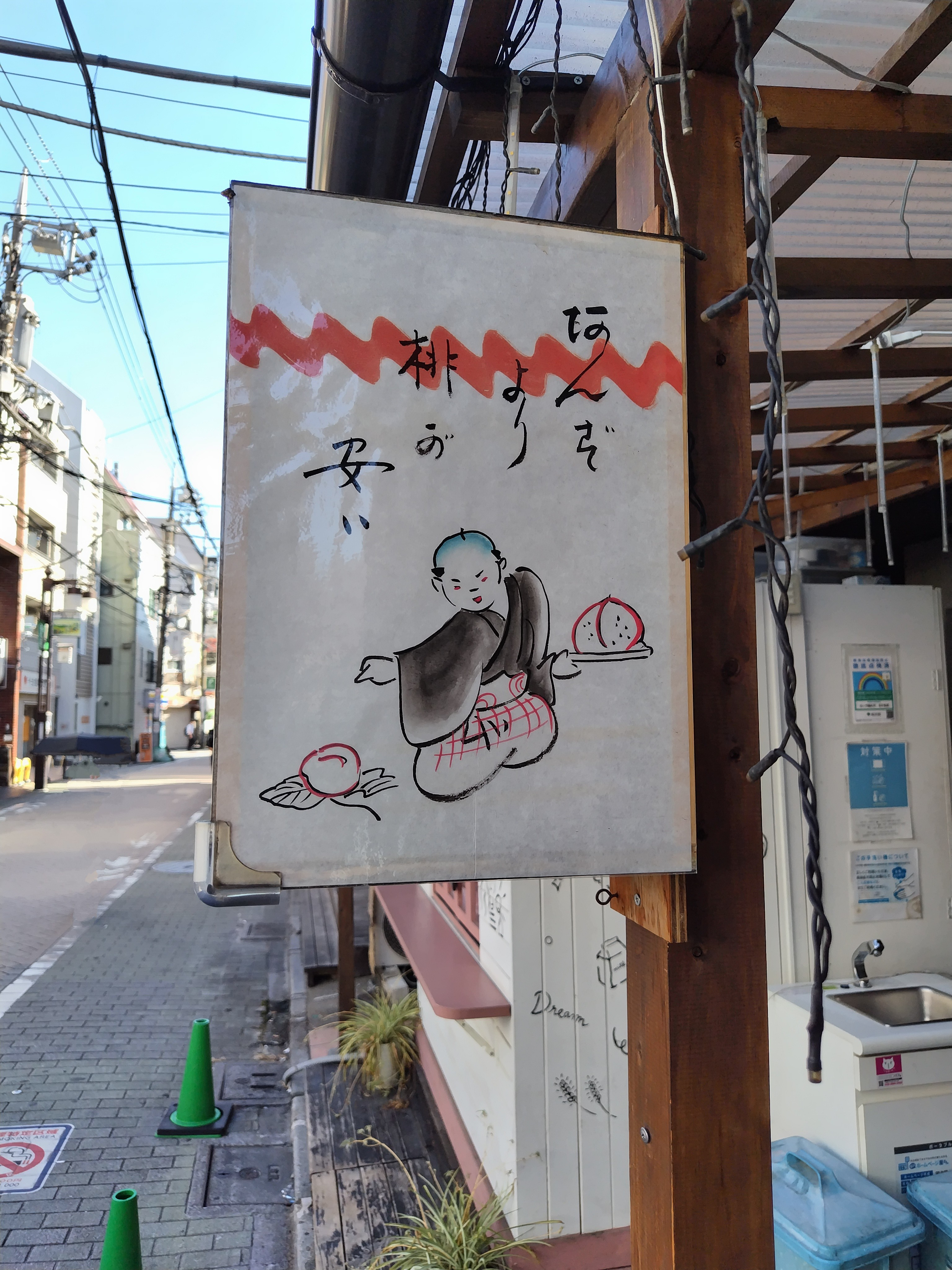
杏より桃が安い（案ずるより産むが易し）

## 代々当主

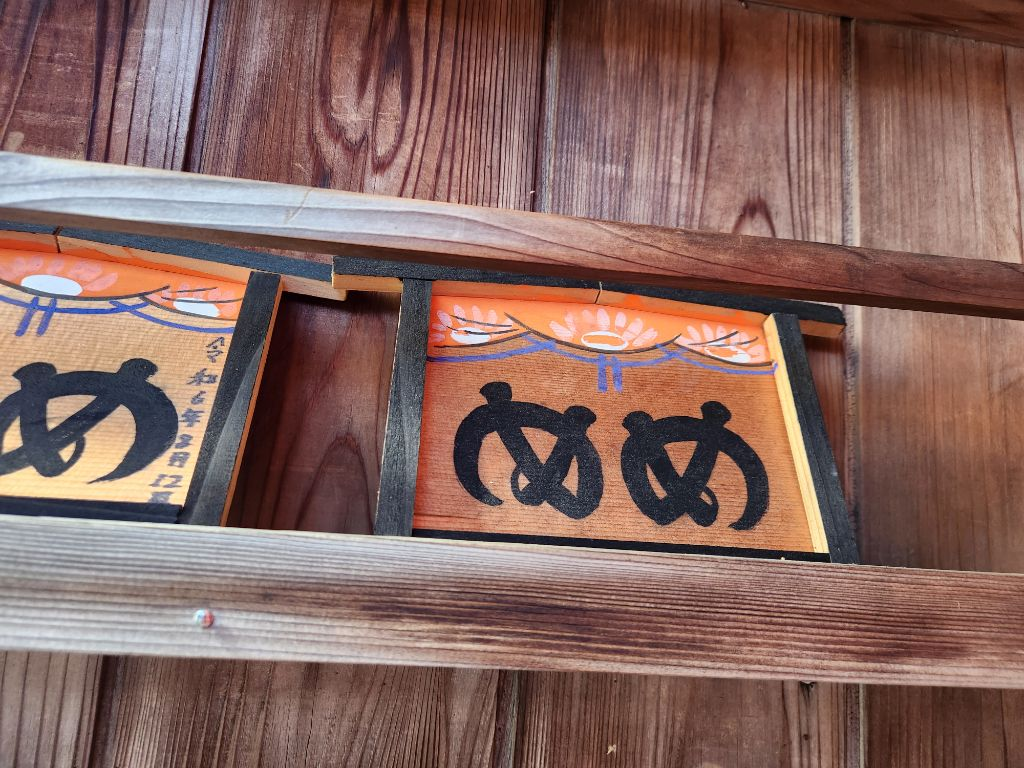
「目病み地蔵」に奉納されている「向かい目」の絵馬

七代目の吉田政造は「絵馬寿（えまひさし）」の俳号を持った俳人でもあった。1972（昭和47）年、狭心症のため65歳で急逝した。過労死が原因とされ、最後の言葉は「絵の具を持ってこい」だった。政造は14歳から六代目について技術を叩きこまれたが、後継ぎのことは考えていなかったので、娘の晃子（ちょうこ）は見よう見まねで技術を学んだ。したがって、彼女が本格的に仕事を始めたのは先代が亡くなった後だった。
七代目吉田東斎（吉田政造）の「絵馬は泥絵の具で描かれることから流れ落ちてしまうことをどう思うか」と問われたことに対する以下の言葉が残っている。
風雨で流れ落ち、消えてしまっていいんだし、それで絵馬だともいえるのです。芸術の美しさと、絵馬のやさしさとはちがうんです。浮世の流れに流されながら、変わらないのが絵馬の心です。—七代目吉田東斎、[東京都]杉並区教育委員会 編『杉並の絵馬』,杉並区教育委員会,1982.3. 5頁

## 文化財
1982年（昭和57年）に吉田晃子が足立区登録無形民俗文化財「千住絵馬づくり」の技術保持者となり、1985年（昭和60年）には「吉田家絵馬資料」が足立区登録有形民俗文化財（種別・その他）に登録された。

## 展覧会
1995年、足立区立郷土博物館で地口行灯に関する特別展が行われた。